# Лищенко, Тамара Владимировна
Тамара Владимировна Лищенко (род. 26 августа 1998) — российская самбистка и дзюдоистка, чемпионка России 2024 года, мастер спорта России международного класса (2023). Чемпионка Европы 2022 года по самбо.

## Биография
Тамара Лищенко родилась 26 августа 1998 году. Занималась у тренеров — Мишина Дмитрия Александровича, Ведерниковой Елены Викторовны в клубе дзюдо «Турбостроитель».
В 2018 году удостоена звания «Мастер спорта России», а в 2023 году «Мастер спорта России международного класса».
В 2021 и 2022 годах Лищенко завоёвывала бронзовые медали на Кубке России по дзюдо в весовой категории до 70 кг. В 2022 году стала чемпионкой Европы по самбо, а также серебряной призёркой чемпионата России по самбо.
В октябре 2024 года в весовой категории до 70 кг стала чемпионкой России.

## Спортивные результаты
- Кубок России по дзюдо 2021 — ;
- Кубок России по дзюдо 2022 — ;
- Чемпионат России по самбо 2022 — ;
- Чемпионат Европы по самбо 2022 — ;
- Чемпионат России по дзюдо 2024 — .